# Paracis ceylonensis
Paracis ceylonensis is een zachte koraalsoort uit de familie Plexauridae. De koraalsoort komt uit het geslacht Paracis. Paracis ceylonensis werd in 1905 voor het eerst wetenschappelijk beschreven door Thomson & Henderson. 